# St. Helena (Schiepzig)

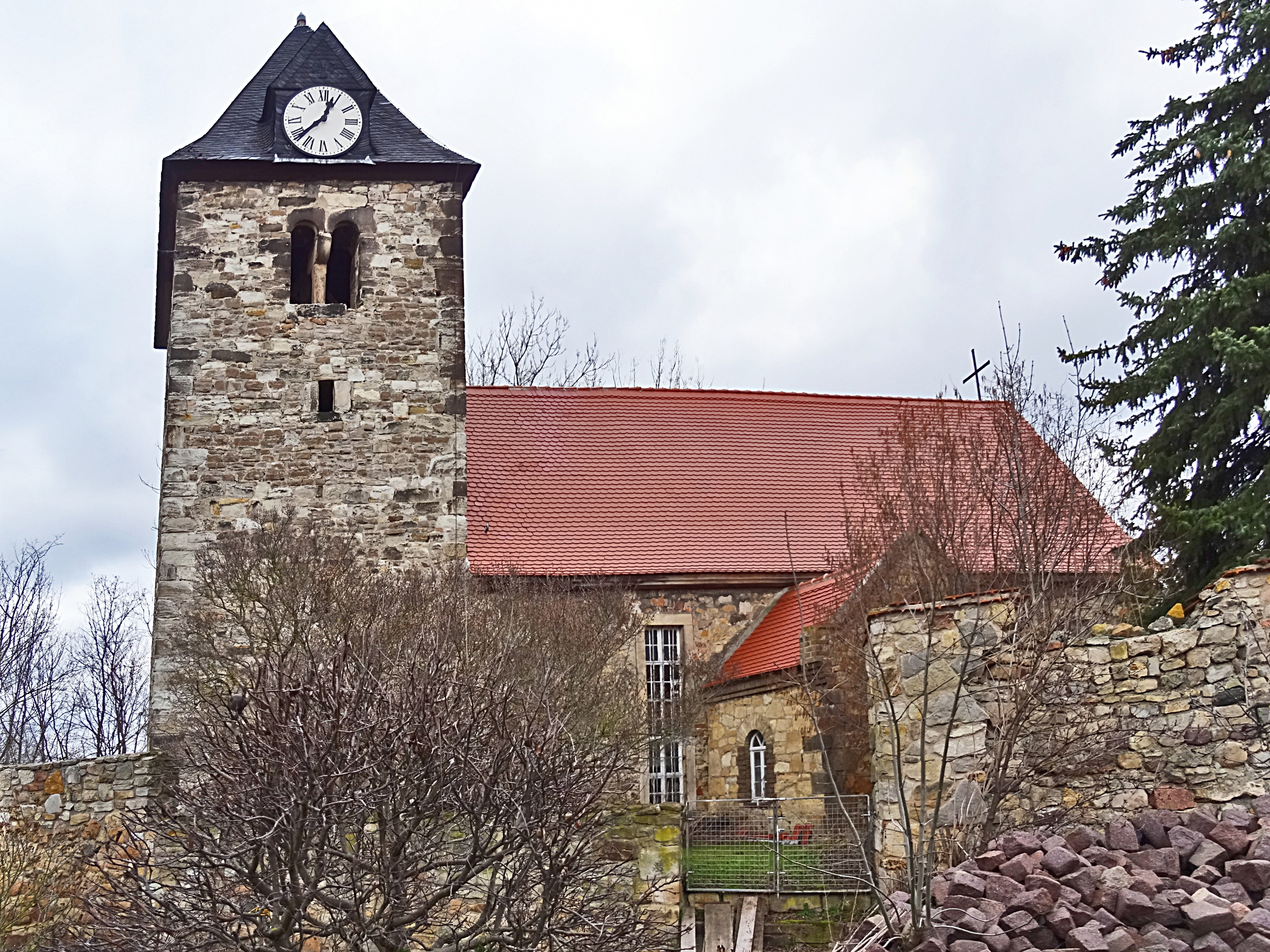
St. Helena in Schiepzig

St. Helena ist eine denkmalgeschützte Kirche im Dorf Schiepzig, einem Ortsteil von Salzmünde in der Einheitsgemeinde Salzatal in Sachsen-Anhalt. Sie gehört zum Pfarrbereich Müllerdorf im Kirchenkreis Halle-Saalkreis der Evangelischen Kirche in Mitteldeutschland.
Im örtlichen Denkmalverzeichnis ist sie unter der Erfassungsnummer 094 55327 als Baudenkmal verzeichnet.

## Architektur
Das der heiligen Helena gewidmete Sakralgebäude ist ein flachgedeckter Rechteckbau mit Westquerturm. Im Kern stammt die Kirche aus der Mitte des 13. Jahrhunderts. Das Schiff ist später nach Norden verbreitert und nach einem Brand im Jahr 1828 erneuert und vermutlich dann auch mit dem Südanbau versehen worden. Der Turm besitzt ein Pyramidendach mit Dachgauben und einer Turmuhr; die Schallarkaden sind mit Achteckstützen versehen.  In ihnen gibt es eine kleine Inschrift von 1627, die sich auf den Brand des Nachbarortes Brachwitz bezieht.

## Ausstattung
Im Innern ist die Kirche mit einer Kassettendecke und einer Hufeisenempore mit christologischen Bildfeldern an der Brüstung ausgestattet. Die Gemälde schuf Johann Carl Printz im Jahr 1727. Der Kanzelaltar ist mit korinthischen Pilastern und Akanthuswangen versehen. Der Taufstein stammt aus dem 18. Jahrhundert, die Sakramentsnische von 1914. Der Raum wird durch eine flache Kassettendecke überspannt.  

## Orgel
Die Orgel der Kirche stammt aus dem Jahre 1884 und wurde von der Firma Wilhelm Rühlmann aus Zörbig als Opus 61 erbaut. Sie besitzt 13 Register auf zwei Manualen und Pedal auf mechanischen Schleifladen. Das Instrument ist nicht spielbar.

## Glocke
Der Kirchturm trägt eine Glocke aus dem Jahr 1484, gegossen von einem unbekannten Gießer, allerdings mit einem spiegelverkehrten, eingeritzten Gießervermerk. Die Glocke hängt heute an einem geschweißten, gekröpften Stahljoch und ist ausschließlich von Hand zu läuten. Ein zweites Joch im Kirchturm ist seit 1917 leer.  

## Friedhof
Auf dem Kirchhof gibt es Denkmale für die Opfer des Deutsch-Dänischen Krieges 1864 und für die des Deutsch-Französischen Krieges 1870/71.